# ICIUM
ICIUM Wonderworld of Ice er en vinter-forlystelsespark bygget i Levi i Finland fra is og sne. Den første park åbnede 18. december 2010. Parken fremviser både isskulpturer og sneskulpturer på et 1 hekter stort område.

## Konstruktion
ICIUM er bygger af kinesiske isskulptører fra byen Harbin, hvor den årlige International Ice and Snow Sculpture Festival er blevet afholdt siden 1963.
Mere end 10.000 kubikmeter sne blev brugt i konstruktionen af den første ICIUM i 2010. Byggerne løftede også over 600 kubikmeter is fra Ounasjoki floden for at lave skulpturerne.

## Skulpturer i ICIUM
Hovedattraktionerne ved ICIUM i sæsonen 2010-2011 er:
- Den Kinesiske Mur. Som den største snebygning er Den Kinesiske Mur 15 meter høj og 80 meter lang. Mere end 5.000 kubikmeter sne blev brugt til konstruktionen.

- Helsinki Katedral. Med 15 meters højde er Helsinki Katedral sammen med Den Kinesiske Mur de højeste snebygninger ved ICIUM.

- Helsinki Hovedbanegård.

- Pagoda. Den grønne pagoda var den højeste isskulptur ved ICIUM med sine 15 meter..

- Himlens Tempel.

- Beijing Nationalstadion.

- Terrakottahæren. Isskulpturer af terracotta-soldater.

## Kinesiske folkeartister
Folkeartister fra Beijing var også ved ICIUM for at vise hvordan man laver traditionel kinesisk folkekunst, såsom at stråfletning, flaskemaling og dej skulpturering.

## ICIUM maskot
Mingming, en babypanda dra Bambus-drømmeland, er ICIUM's maskot. På hans første eventyr, prøver Mingming at redde sit hjem fra en ond drage, med hjælp fra Bedstefar Rensdyret Niila, babyrensdyret Nina og Julemanden.

## Eksterne links
- Den officielle ICIUM hjemmeside
- 360 graders panorama billede fra Virtual Finland. Arkiveret 13. november 2011 hos  Wayback Machine

67°47′9″N 24°48′51″Ø / 67.78583°N 24.81417°Ø